# Мельницы (Псковская область)
Мельни́цы — деревня в Псковском районе Псковской области. Входит в состав Серёдкинской волости.
Расположена в 46 км к северу от Пскова и в 4 км к востоку от села Серёдка.

## Население
| 2001 | 2002 | 2010 |
| ---- | ---- | ---- |
| 89   | ↗92  | ↘46  |

## История
Упоминается как погост Мельницы, центр Мельницкой губы, в писцовых книгах 1585-87 гг.
В «Царской жалованной несудимой грамоте девичьему Иоанно-Предтеченскому монастырю», датированной 28 марта 1623 г., упоминается о пустошах (Конец и Лутово), входивших в вотчину указанного монастыря и расположенных в Мельницкой губе.
В Мельницах располагается церковь Михаила Архангела, являющаяся памятником истории и культуры регионального значения. Когда было возведено первое здание церкви в Мельницах, точно не известно, но существовала запись на цветной триоди: 

«Сия книга, глаголемая Триодь Цветная, Архангельския церкви, Мельницкого погоста».
В 1770 году из деревни Княжицы Лугского уезда, из упразднённого монастыря, на место сгоревшей была перевезена деревянная церковь.
В 1863 г. на месте деревянной церкви был заложен каменный храм:

А в 1863 году был начат каменный храм во имя Архангела Михаила прихожанами на сборную сумму и построен, при архитекторе Салине, крестьянином Гдовского уезда, дер. Борков, Афанасием Степановым. Храм освящен благочинным Гдовской Афанасиевской церкви священником Николаем Симеоновским. Антиминс его освящен Палладием, епископом Ладожским в 1868 году, февраля 25 и подписан митрополитом Исидором. Длина храма 15 сажень, ширина 6 ½ саж., высота с колокольнею — 14 саж.
22 февраля 2014 г. в церкви произошёл пожар. В настоящее время идут работы по восстановлению храма.

## Топографические карты
- Лист карты O-35-XVII Новоселье. Масштаб: 1 : 200 000. Издание 1980 г.